# پادشاهی مطلقه
پادشاهی مطلقه یک شیوه حکومت با پادشاهی گفته می‌شود که در آن شخص پادشاه تا زمان مرگ حکومت کرده و بعد از خودش جانشین انتخاب می‌کند و هیچ‌گونه حقی برای اشخاص دیگر و مردم قائل نیست. پادشاهی مطلقه گونه‌ای از انواع حکومت‌های تمامیت‌خواه است.

## تعریف
سلطنت خودکامه یا سلطنت نامشروط گونه‌ای از حکومت است که در آن پادشاه قدرت مطلق سیاسی را در میان مردم خود در دست دارد. در این گونه از حکومت‌ها قدرت سیاسی سلطان خودکامه که بر کشور مستقل خود نامحدود است پاسخگوی کسی یا قانونی نیست. سلطنت خودکامه موروثی است ولی دیگر اهرم‌های انتقال قدرت هم به گونه‌ای در کار است. سلطنت نامشروط به روشنی از سلطنت مشروطه، که در آن قدرت سیاسی شاه محدود یا مهار شده متفاوت است.
در تئوری، چنین پادشاهی در اعمال قدرت کامل بر سرزمین زیر فرمانش دارای اختیار و توان مطلق است، اما در عمل سلطنت خودکامه را گروه‌های سیاسی، اجتماعی و اقتصادی موجود در قلمرو، مانند اشراف، روحانیون، و طبقات متوسط و پایین‌تر مهار کرده و شکل می‌دهند.
برخی از این پادشاهی‌ها دارای نهادها و قانونگذاران ضعیف یا نمادینی هستند که شاه هر لحظه می‌تواند آن را تغییر دهد یا منحل کند.

## تاریخ
افلاطون پادشاهی مطلقه را به جمهوری ترجیح می‌داد. او معتقد بود: «یا باید فیلسوف شاه شود یا اینکه شاه باید فیلسوف شود.»
بروز تغییرات عمده در نیروهای مسلح از میانه سده شانزدهم تا میانه سده هفدهم که مایکل رابرتس، تاریخدان بریتانیایی آن را «انقلاب نظامی» می‌خواند، در کنار سایر تأثیرات، موجب افزایش چند برابری شمار قوای ارتش‌های دائمی کشورهای متعدد اروپایی شد. این ارتش‌ها به عنوان نیرویی مؤثر در کشورداری، با تغییر توازن قدرت نظامی داخلی به نفع سلاطین، موجب پدید آمدن حکومت‌های مطلقه سلطنتی در سده‌های هفدهم و هجدهم در تاریخ اروپا شدند.

## پادشاهی‌های مطلقه کنونی
کشورهایی که در آن، پادشاه، قدرت مطلق دارد، شامل عربستان سعودی، امارات متحده عربی، عمان، برونئی، اسواتینی و واتیکان هستند.